# Висбю
Ви́сбю (швед. Visby) — главный город шведского острова Готланд, административный центр лена Готланд. Наиболее сохранившийся в Скандинавии средневековый город, туристический центр, памятник Всемирного наследия.

## История
Название Visby впервые упоминается в торговом документе 1203 года, однако археологические раскопки показывают, что город имеет более давнюю историю. Самыми ранними находками в районе современного Висбю являются остатки прибрежных поселений викингов, датируемых 700—900 гг. н. э. Они находились у Коппарвика (Kopparvik) в 1 км к югу от Висбю, у Густавсвика (Gustavsvik) в 2 км к северу и на месте нынешней площади Donners plats в центре города. Свидетельства о первых постоянных сооружениях датируются серединой XI века. Одним из таких сооружений была Церковь всех святых (Allhelgonakyrkan) неподалёку от Donners plats, на месте которой позже была построена Церковь святого Пера (S:t Pers kyrka). Будучи первой церковью Готланда, она ознаменовала создание места на острове, где иностранным торговцам гарантировался мир. Город начал стремительно расти, в XII веке были заключены торговые соглашения со шведскими, датскими, германскими и русскими правителями. Так, саксонский герцог Генрих Лев понял, что путь из Любека на восток к богатому пушниной и воском Новгороду может пройти только через остров-базу Готланд с его метрополией Висбю, который послужил немцам трамплином на русский рынок, откуда им пришлось мирно, согласно договору от 1161 года, вытеснять готландцев. Особым свидетельством экономической значимости Висбю стала чеканка собственных монет начиная с примерно 1140 года.
Судя по старейшей застройке, в городе было большое количество русских купцов. Однако с конца XII века в городе начало заселяться всё больше германских купцов и ремесленников, преимущественно из северных городов, таких как Эссен, Любек, Магдебург и Мюнстер. Это привело к тому, что в XIII веке управлялся одновременно германским и готландскими советами, хотя в отношении остального острова Висбю принимал решения полностью самостоятельно. В 1287 году город стал частью Ганзейского торгового союза, что привело к гражданской войне между горожанами Висбю и готландцами в 1288 году. Город смог отбить атаки, но был вынужден признать шведского короля как своего правителя. В то же время, город избавился от локального политического контроля и получил такую же свободу, как и другие города Ганзы, и до возвышения Любека был важнейшим центром его торговых операций.
Несмотря на самостоятельность Висбю, в XIV веке начался экономический и политический спад. Город понёс большие потери от чумы в 1350 году, в 1361 году был завоёван войсками датского короля Вальдемара IV Аттердага, после чего был вынужден подчиняться сменяющимся иностранным правителям. После строительства в 1411 году замка Висборг, город становится военным и политическим центром. Множество районов, ранее имевших экономическое значение, исчезли вместе с населявшими их купцами и ремесленниками. Большинство ганзейских маршрутов поменялись, отдавая предпочтение прямым перевозкам, а в 1470 году Висбю вышел из Ганзейского союза. Окончательно город пал как экономический центр весной 1525 года, после набега войска ганзейского города Любека, в ходе которого город был разорён.
По условиям Брёмсебруского мира, завершившего в 1645 году Датско-шведскую войну, город опять отошёл к Швеции.
22 апреля 1808 года на остров высадился русский десант адмирала Бодиско, который удерживал остров до середины мая того же года, после чего эвакуировался обратно в Россию.

## Происхождение названия
Название «Висбю» происходит от древнескандинавского Vis (родительный падеж единственного числа Vi), означающего «(языческое) место жертвоприношений», и By, означающего «деревня». В «Гутасаге» (середина XIV века) это место называется просто Ви, что означает «святое место, место поклонения».
Висбю иногда называют «городом роз» за обилие розовых садов и палисадов, «городом руин» за городские стены и большое количество развалин разных временных эпох, а также «средневековым Манхэттеном» за большое количество высоких средневековых домов.

## Достопримечательности
В городе сохранились средневековые церкви и не имеющая аналогов в Северной Европе по степени сохранности городская стена (швед. Ringmuren) длиной 3,4 км с 44 башнями XII—XIV веков.

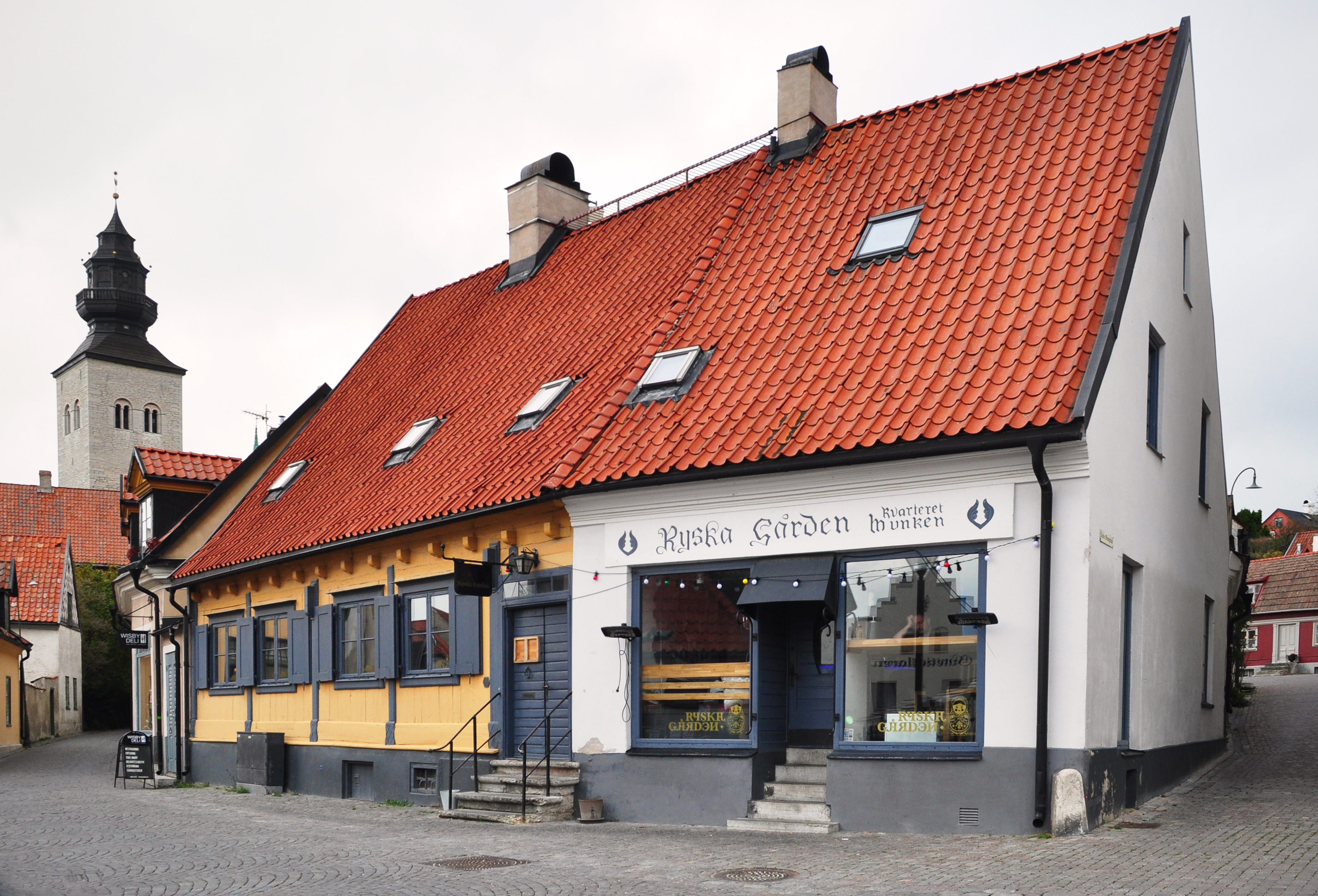
Русский Двор (Ryska gården)

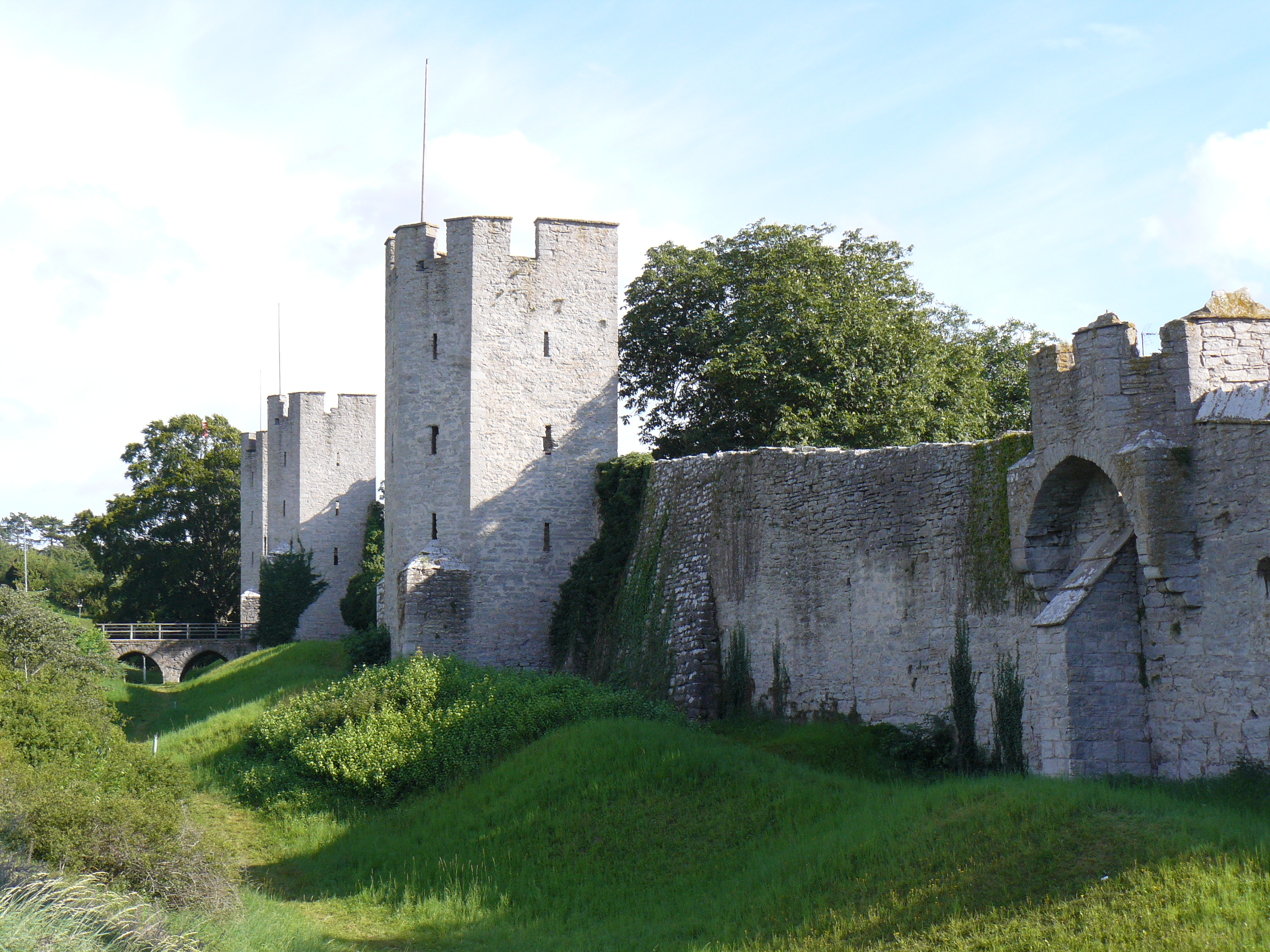
Городская стена Висбю

В начале XX века были случайно обнаружены массовые захоронения воинов (1186 человек в трёх братских могилах), павших в битве между шведами и датчанами, произошедшей около Висбю 27 июля 1361 года. Материалы последующих многолетних археологических исследований, а также реконструкции уникальных комплексов защитных доспехов середины XIV века были изданы в двух томах в 1939—1940 годах, ставших классическим пособием по средневековой военной археологии и впоследствии переизданных.
Сохранился Русский Двор (1680), в подвальной части которого в 1971 году шведскими археологами найден фундамент русской церкви XII—XIII веков.
- Кафедральный собор Висбю
- Готландский исторический музей
- Готландский художественный музей
- Ботанический сад Висбю[швед.]
- Руины средневековых церквей[англ.]

## Мероприятия
В первую неделю июля в Висбю проходит Неделя Альмедалена — важный форум для всех, кто вовлечен в шведскую политику. В течение недели представители основных политических партий Швеции по очереди выступают с речами в парке Альмедален.
В августе туристический сезон находится в самом разгаре. В течение 32 недели, с воскресенья по воскресенье, проводится ежегодная средневековая неделя на Готланде. На улицах можно увидеть людей, одетых в средневековые костюмы. Фестиваль стартовал в 1984 году. Здесь проводятся самые разнообразные мероприятия: музыка, шуты, театр, средневековый рынок, рыцарские турниры и многое другое.
Штаб-квартира Всемирного экологического форума находится в Висбю.

## Климат
| Показатель                         | Янв. | Фев. | Март | Апр. | Май  | Июнь | Июль | Авг. | Сен. | Окт. | Нояб. | Дек. | Год  |
| ---------------------------------- | ---- | ---- | ---- | ---- | ---- | ---- | ---- | ---- | ---- | ---- | ----- | ---- | ---- |
| Средний суточный максимум, °C      | 0,7  | 0,3  | 3,1  | 8,0  | 14,3 | 19,0 | 20,3 | 19,7 | 15,4 | 10,7 | 5,7   | 2,5  | 10,0 |
| Средняя температура, °C            | −1,1 | −1,8 | 0,1  | 4,0  | 9,6  | 14,3 | 16,3 | 15,9 | 12,1 | 8,1  | 3,9   | 0,7  | 6,8  |
| Средний суточный минимум, °C       | −3,4 | −4,3 | −2,7 | 0,5  | 5,1  | 9,6  | 12,3 | 12,1 | 9,0  | 5,5  | 1,7   | −1,6 | 3,7  |
| Норма осадков, мм                  | 48   | 28   | 32   | 29   | 29   | 31   | 50   | 50   | 59   | 50   | 57    | 51   | 514  |
| Источник: Гонконгская обсерватория |      |      |      |      |      |      |      |      |      |      |       |      |      |

В конце мая 2024 года в Висбю был отмечен новый абсолютный сезонный максимум весны и мая, температура повысилась до +27.9.

## Население
| 1960   | 1965    | 1970    | 1975    | 1980    | 1990    | 1995    | 2000    | 2005    | 2010    |
| ------ | ------- | ------- | ------- | ------- | ------- | ------- | ------- | ------- | ------- |
| 15 014 | ↗16 973 | ↗19 245 | ↗19 886 | ↘19 835 | ↗20 986 | ↗21 740 | ↗22 017 | ↗22 236 | ↗22 593 |